# Каменський Валерій Вікторович
Валерій Вікторович Каменський (рос. Валерий Викторович Каменский, 18 квітня 1966, Воскресенськ) — радянський (згодом російський) хокеїст, що грав на позиції крайнього нападника. Виступав за національні збірні СРСР та Росії.
Олімпійський чемпіон. Провів понад 700 матчів у Національній хокейній лізі.

## Ігрова кар'єра
Хокейну кар'єру розпочав 1982 року виступами за команду «Хімік» (Воскресенськ) в СРСР.
1988 року був обраний на драфті НХЛ під 129-м загальним номером командою «Квебек Нордікс». 
Протягом професійної клубної ігрової кар'єри, що тривала 24 роки, захищав кольори команд «Хімік» (Воскресенськ), ЦСКА (Москва), «Квебек Нордікс», «Колорадо Аваланч», «Нью-Йорк Рейнджерс», «Даллас Старс» та «Нью-Джерсі Девілс».
Загалом провів 703 матчі в НХЛ, включаючи 66 ігор плей-оф Кубка Стенлі.
У складі збірної СРСР провів 164 матчі, закинув 81 шайбу. Олімпійський чемпіон, переможець трьох чемпіонатів світу. Учасник Олімпійських ігор 1998 і двох чемпіонатів світу у складі збірної Росії.

## Нагороди та досягнення
- Чемпіонат світу з хокею із шайбою серед молодіжних команд — 1986
- Чемпіон СРСР — 1986, 1987, 1988, 1989.
- Чемпіон світу — 1986, 1989, 1990.
- Чемпіон Європи — 1986, 1987, 1989, 1991.
- Чемпіон Зимових Олімпійських ігор 1988 року.

## Статистика

### Клубні виступи
| Сезон        | Клуб                   | Ліга         | Регулярний сезон | Регулярний сезон | Регулярний сезон | Регулярний сезон | Регулярний сезон | Плей-оф | Плей-оф | Плей-оф | Плей-оф | Плей-оф |
| Сезон        | Клуб                   | Ліга         | І                | Г                | П                | О                | ШХ               | І       | Г       | П       | О       | ШХ      |
| ------------ | ---------------------- | ------------ | ---------------- | ---------------- | ---------------- | ---------------- | ---------------- | ------- | ------- | ------- | ------- | ------- |
| 1982–83      | «Хімік» (Воскресенськ) | СРСР         | 5                | 0                | 0                | 0                | 0                | —       | —       | —       | —       | —       |
| 1983–84      | «Хімік» (Воскресенськ) | СРСР         | 20               | 2                | 2                | 4                | 6                | —       | —       | —       | —       | —       |
| 1984–85      | «Хімік» (Воскресенськ) | СРСР         | 45               | 9                | 3                | 12               | 24               | —       | —       | —       | —       | —       |
| 1985–86      | ЦСКА (Москва)          | СРСР         | 40               | 15               | 9                | 24               | 8                | —       | —       | —       | —       | —       |
| 1986–87      | ЦСКА (Москва)          | СРСР         | 37               | 13               | 8                | 21               | 16               | —       | —       | —       | —       | —       |
| 1987–88      | ЦСКА (Москва)          | СРСР         | 51               | 26               | 20               | 46               | 40               | —       | —       | —       | —       | —       |
| 1988–89      | ЦСКА (Москва)          | СРСР         | 40               | 18               | 10               | 28               | 30               | —       | —       | —       | —       | —       |
| 1989–90      | ЦСКА (Москва)          | СРСР         | 45               | 19               | 18               | 37               | 38               | —       | —       | —       | —       | —       |
| 1990–91      | ЦСКА (Москва)          | СРСР         | 46               | 20               | 26               | 46               | 66               | —       | —       | —       | —       | —       |
| 1991–92      | «Квебек Нордікс»       | НХЛ          | 23               | 7                | 14               | 21               | 14               | —       | —       | —       | —       | —       |
| 1992–93      | «Квебек Нордікс»       | НХЛ          | 32               | 15               | 22               | 37               | 14               | 6       | 0       | 1       | 1       | 6       |
| 1993–94      | «Квебек Нордікс»       | НХЛ          | 76               | 28               | 37               | 65               | 42               | —       | —       | —       | —       | —       |
| 1994–95      | «Амбрі-Піотта»         | НЛА          | 12               | 13               | 6                | 19               | 2                | —       | —       | —       | —       | —       |
| 1994–95      | «Квебек Нордікс»       | НХЛ          | 40               | 10               | 20               | 30               | 22               | 2       | 1       | 0       | 1       | 0       |
| 1995–96      | «Колорадо Аваланч»     | НХЛ          | 81               | 38               | 47               | 85               | 85               | 22      | 10      | 12      | 22      | 28      |
| 1996–97      | «Колорадо Аваланч»     | НХЛ          | 68               | 28               | 38               | 66               | 38               | 17      | 8       | 14      | 22      | 16      |
| 1997–98      | «Колорадо Аваланч»     | НХЛ          | 75               | 26               | 40               | 66               | 60               | 7       | 2       | 3       | 5       | 18      |
| 1998–99      | «Колорадо Аваланч»     | НХЛ          | 65               | 14               | 30               | 44               | 28               | 10      | 4       | 5       | 9       | 4       |
| 1999–00      | «Нью-Йорк Рейнджерс»   | НХЛ          | 58               | 13               | 19               | 32               | 24               | —       | —       | —       | —       | —       |
| 2000–01      | «Нью-Йорк Рейнджерс»   | НХЛ          | 65               | 14               | 20               | 34               | 36               | —       | —       | —       | —       | —       |
| 2001–02      | «Даллас Старс»         | НХЛ          | 24               | 3                | 6                | 9                | 2                | —       | —       | —       | —       | —       |
| 2001–02      | «Нью-Джерсі Девілс»    | НХЛ          | 30               | 4                | 8                | 12               | 18               | 2       | 0       | 0       | 0       | 0       |
| 2003–04      | «Хімік» (Воскресенськ) | Суперліга    | 23               | 5                | 9                | 14               | 53               | —       | —       | —       | —       | —       |
| 2004–05      | «Хімік» (Воскресенськ) | Суперліга    | 57               | 17               | 19               | 36               | 59               | —       | —       | —       | —       | —       |
| Усього в НХЛ | Усього в НХЛ           | Усього в НХЛ | 637              | 200              | 301              | 501              | 383              | 66      | 25      | 35      | 60      | 72      |

### Збірна
| Рік                | Команда            | Турнір             | Місце              |    | І  | Г  | П  | О  | ШХ |
| ------------------ | ------------------ | ------------------ | ------------------ | -- | -- | -- | -- | -- | -- |
| 1985               | СРСР               | МЧС                | 3                  | 7  | 2  | 2  | 4  | 8  |    |
| 1986               | СРСР               | МЧС                | 1                  | 7  | 7  | 6  | 13 | 6  |    |
| 1986               | СРСР               | ЧС                 | 1                  | 9  | 2  | 0  | 2  | 8  |    |
| 1987               | СРСР               | ЧС                 | 2                  | 10 | 5  | 3  | 8  | 6  |    |
| 1987               | СРСР               | КК                 | 2                  | 9  | 6  | 1  | 7  | 6  |    |
| 1988               | СРСР               | ОІ                 | 1                  | 8  | 4  | 2  | 6  | 4  |    |
| 1989               | СРСР               | ЧС                 | 1                  | 10 | 4  | 4  | 8  | 8  |    |
| 1990               | СРСР               | ЧС                 | 1                  | 10 | 7  | 2  | 9  | 20 |    |
| 1991               | СРСР               | ЧС                 | 3                  | 10 | 6  | 5  | 11 | 10 |    |
| 1994               | Росія              | ЧС                 | 5-е                | 6  | 5  | 5  | 10 | 12 |    |
| 1998               | Росія              | ОІ                 | 2                  | 6  | 1  | 2  | 3  | 0  |    |
| 2000               | Росія              | ЧС                 | 11-е               | 6  | 0  | 0  | 0  | 10 |    |
| Молодіжна збірна   | Молодіжна збірна   | Молодіжна збірна   | Молодіжна збірна   | 14 | 9  | 8  | 17 | 14 |    |
| Національна збірна | Національна збірна | Національна збірна | Національна збірна | 84 | 40 | 24 | 64 | 84 |    |